# Hexactinosida
Звичайні шестипроменеві губки (Hexactinosida) — ряд губок класу шестипроменеві губки (Hexactinellida). Звичайні шестипроменеві губки характеризуються кременистими спікулами, що складаються з шести пересічних променів під прямим кутом. Інші губки мають здатність скорочуватись, звичайні шестипроменеві губки цієї здатності не мають. Звичайні шестипроменеві губки володіють унікальною системою для швидкого проведення електричних імпульсів через їхні тіла, що дозволяє їм швидко реагувати на зовнішні подразники. Звичайні шестипроменеві губки широко розглядається як рання гілка класифікації Porifera, тому є істотні відомості про співіснування звичайних шестипроменевих губок та інших. Зокрема, велика частина їхньої тканини — велика ділянка багатоядерної цитоплазми.

## Класифікація
Має сім родин:
- Родина Aphrocallistidae Gray, 1867
- Родина Craticulariidae Rauff, 1893
- Родина Cribrospongiidae Roemer, 1864
- Родина Dactylocalycidae Gray, 1867
- Родина Euretidae Zittel, 1877
- Родина Farreidae Gray, 1872
- Родина Tretodictyidae Schulze, 1886